# Noord-Beveland

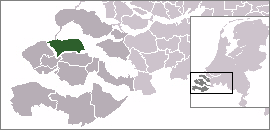
läge i Zeeland

Noord-Beveland är en kommun i provinsen Zeeland i Nederländerna. Kommunens totala area är 120,61 km² (där 34,53 km² är vatten) och invånarantalet är på 7 210 invånare (2005).